# Virgil Misidjan
Virgil Misidjan, noto semplicemente come Vura (Goirle, 24 luglio 1993), è un calciatore olandese naturalizzato surinamese, attaccante del N.E.C..

## Palmarès

### Club

#### Competizioni nazionali
- Coppa di Bulgaria: 1

Ludogorec: 2013-2014
- Campionato bulgaro: 5

Ludogorec: 2013-2014, 2014-2015, 2015-2016, 2016-2017, 2017-2018
- Supercoppa di Bulgaria: 2

Ludogorec: 2014, 2018
- Campionato ungherese: 1

Ferencvaros: 2024-2025